# 175
Năm 175 là một năm trong lịch Julius. 

## Sinh
- Chu Du, khai quốc công thần của nước Đông Ngô thời Tam Quốc
- Tôn Sách, người đặt nền móng cho nước Đông Ngô thời Tam Quốc.